# Тривенето

Тривенето

Тривенето (итальянское произношение: [trivɛːneto]) или Tre Venezie [tre vvenɛttsje], местн. [trɛ venɛtsje] является историческим регионом Италии. В эту область входят ставшие впоследствии тремя итальянскими регионами Венеция Эуганеа, Венеция Джулия и Венеция Тридентина. Эта территория была названа в честь римского региона Венеция и Истрия.
Эта область также часто упоминается как Северо-Восточная Италия или просто Северо-Восток, по-итальянски Italia nord-orientale или Nord-Est.
Эта область также является католической церковной областью Triveneto.

## История
Вся территория находилась под австрийским правлением в 1863 году; Италия присоединила Венецию Эуганею в 1866 году, после Третьей итальянской войны за независимость и спорного плебисцита (см. Венецианский национализм); Венеция Джулия и Венеция Тридентина перешли под итальянское правление в 1919 году после окончания Первой мировой войны.
После Второй мировой войны Италия сохранила большую часть Тре-Венеции, но потеряла верхнюю долину Исонзо (вместе с восточной частью Гориции, ныне называемой Нова Горица), город Фиуме, большую частью региона Карсо и большую частью Истрии — они перешли к Югославии. Районы Триеста (зона А) и северо-западная Истрия (зона В) были объединены в Свободную территорию Триеста: в 1954 году Италия повторно аннексировала зону А, а зона Б была передана Югославии.

## Площадь и население регионов
| Регион                | Символ | Население | Площадь       |
| --------------------- | ------ | --------- | ------------- |
| Фриули-Венеция-Джулия |        | 1 227 841 | 7862,30 км²   |
| Трентино-Альто-Адидже |        | 1 053 205 | 13 605,50 км² |
| Венето                |        | 4 927 153 | 18 407,42 км² |

## Наследие и культура
Эта территория известна наследием австрийской культуры и управления, а также её тесными связями с немецким и славянским мирами. Её культурная история восходит к людям, которые населяли области до и во времена Римской империи (Euganei, древних венетах, Raeti, Карне и Cenomani); к средневековым герцогствам Баварии и Каринтии, Патриархии Аквилеи и comuni; Венеции и Австрийской империи.
В настоящее время итальянский язык используется как официальный язык во всех регионах, но на других местных языках говорят жители: венецианцы, фриулианцы, немцы и словенцы, на нескольких диалектах. Немецкий язык является официальным языком в Трентино-Альто-Адидже / Южный Тироль; словенский и фриульский языки являются официальными языками в Фриули-Венеция-Джулия.